# Oriolus isabellae
La oropéndola de Isabel (Oriolus isabellae) es una especie de ave paseriforme de la familia Oriolidae endémica de Luzón.

## Distribución y hábitat
Es una especie endémica de la isla de Luzon, en el norte de las Filipinas. Durante muchos años se creyó que el ave se encontraba extinta hasta que fue redescubierta en diciembre de 1993 cerca de Diffun, Quirino, y en Mansarong, Baggao, Cagayán en septiembre de 1994. En el 2oo4 se registraron otros avistamientos  cerca de San Mariano, Isabela.

## Taxonomía
La oropéndola de Isabel se encuentra muy relacionada con la oropéndola de mejillas blancas, Oriolus albiloris. A su vez ambas especies se encuentran muy relacionadas con la  oropéndola de las Filipinas, Oriolus steerii parafilético.